# Merlin Malinowski
Merlin Travis Malinowski (* 27. September 1958 in North Battleford, Saskatchewan) ist ein ehemaliger kanadischer Eishockeyspieler und -trainer, der im Verlauf seiner aktiven Karriere zwischen 1974 und 1991 unter anderem 282 Spiele für die Colorado Rockies, New Jersey Devils und Hartford Whalers in der National Hockey League (NHL) auf der Position des Centers bestritten hat. Malinowski, der mit der kanadischen Eishockeyauswahl an den Olympischen Winterspielen 1988 in Calgary teilnahm, verbrachte ebenso einen signifikanten Teil seiner Laufbahn – sowohl als Spieler als auch Trainer – in der Schweiz.

## Karriere
Malinowski spielte zu Beginn seiner Juniorenzeit zwischen 1974 und 1976 zunächst für die Drumheller Falcons in der Alberta Junior Hockey League (AJHL). Bereits frühzeitig stellte sich dort sein Talent unter Beweis, als er in der Saison 1975/76 in 59 Spielen insgesamt 146 Scorerpunkte sammelte und zum wertvollsten Spieler der Liga gewählt wurde. Er wechselte daraufhin zur Spielzeit 1976/77 in die höherklassige Western Canada Hockey League (WCHL) zu den Medicine Hat Tigers, für die er ebenso wie für Drumheller zwei Spieljahre lang aktiv war. Seine 126 Punkte in seinem zweiten Ligajahr bescherten ihn einen Platz unter den zehn besten Scorern der Saison. Im gesamten Zeitraum bestritt der Mittelstürmer insgesamt 157 Spiele und punktete dabei 222-mal, was ihm schließlich die Wahl im NHL Amateur Draft 1978 in der zweiten Runde an 27. Stelle von den Colorado Rockies aus der National Hockey League (NHL) bescherte.
Der 20-Jährige wechselte umgehend nach dem Draft in die Organisation der Colorado Rockies, kam zum Beginn der Saison 1978/79 aber zunächst zu Einsätzen im Farmteam der Rockies, den Philadelphia Firebirds aus der American Hockey League (AHL). Im Verlauf der Spielzeit konnte sich der Angreifer jedoch einen Platz in Colorados Kader erarbeiten und bestritt bis zum Saisonende noch 54 NHL-Partien. Dabei gelangen ihm 23 Punkte. Den Großteil des folgenden Spieljahres verbrachte Malinowski bei den Fort Worth Texans aus der Central Hockey League (CHL), einem weiteren Kooperationspartner Colorados. Dort absolvierte der Offensivspieler eine herausragende Spielzeit. Zunächst bescherten ihm seine 76 Scorerpunkte in der regulären Saison einen Platz unter den fünf besten Punktesammlern der Liga, anschließend führte er die Texans als Topscorer bis in die Finalserie der Playoffs um dem Adams Cup, die allerdings im entscheidenden siebten Spiel gegen die Salt Lake Golden Eagles verloren ging. Mit Beginn der Saison 1980/81 war der Kanadier schließlich Stammspieler bei den Rockies. In seiner ersten kompletten NHL-Spielzeit sammelte er 62 Punkte, womit er hinter Lanny McDonald teamintern zweitbester Scorer war. Im Sommer 1982 zog Malinowski mit dem Franchise von Denver in den Bundesstaat New Jersey um, wo es fortan unter dem Namen New Jersey Devils den Spielbetrieb fortführte.
Für die Devils absolvierte der Offensivspieler allerdings nur fünf Spiele, ehe er kurz nach dem Beginn der Saison 1982/83 Mitte Oktober 1982 gemeinsam mit den Transferrechten an Nachwuchsspieler Scott Fusco zu den Hartford Whalers transferiert wurde. Im Gegenzug wechselten Garry Howatt und Rick Meagher zu den Devils. Für Hartford bestritt der 24-Jährige seine letzte NHL-Saison, da er im Sommer 1983 den nordamerikanischen Kontinent verließ und in die Schweiz wechselte. Dort schloss sich der Kanadier dem EHC Arosa an, für den er die folgenden drei Jahre in der Nationalliga A auflief und gemeinsam mit seinen Sturmpartnern Guido Lindemann und Jöri Mattli eine der erfolgreichsten NLA-Angriffsreihen der 1980er-Jahre bildete. In seiner zweiten Saison war er hinter Ron Wilson zweitbester Scorer der Liga. Nach drei Spielzeiten beim EHC Arosa wechselte Malinowski innerhalb der Schweiz zum SC Langnau aus der Nationalliga B (NLB). In seiner ersten Saison führte er die Mannschaft als spielender Assistenztrainer zum Meistertitel der NLB und dem damit verbundenen Aufstieg in die Nationalliga A, musste aber im folgenden Spieljahr den sofortigen Wiederabstieg hinnehmen. Zudem gewann er als Mitglied des Team Canada im Dezember 1986 den prestigeträchtigen Spengler Cup. Trotz des Abstiegs blieb der Center den Langnauer weiterhin treu und spielte noch bis zum Sommer 1991 für den Klub, der in dieser Saison den Weg in die Drittklassigkeit antreten musste. Der 32-Jährige beendete daraufhin seine aktive Spielerlaufbahn.
Auch über sein Karriereende hinaus blieb Malinowski dem Schweizer Eishockey erhalten. Zur Saison 1998/99 übernahm er einen Assistenztrainerposten beim EHC Chur aus der NLB. Der Klub stieg unter der Leitung seines Landsmanns Mike McParland in dieser Saison in die NLA auf. Trotz des Erfolgs verließ Malinowski den Klub jedoch und heuerte als Cheftrainer beim Drittlisten HC Ajoie an, den er in seiner ersten Saison zur Meisterschaft der 1. Liga und dem damit verbundenen Aufstieg in die Nationalliga B führte. Während der folgenden drei Jahre etablierte er den Klub dort. Danach zog sich der 44-Jährige komplett aus dem professionellen Eishockeysport zurück.

### International
Für sein Heimatland stand Malinowski mit der kanadischen Nationalmannschaft bei den Olympischen Winterspielen 1988 in Calgary auf dem Eis. Dabei steuerte er zum Erreichen des vierten Platzes in acht Spielen fünf Scorerpunkte bei. Darunter befanden sich drei Tore.

## Erfolge und Auszeichnungen
| - 1976 AJHL Most Valuable Player - 1976 AJHL Second All-Star Team - 1980 Topscorer der CHL-Playoffs - 1980 CHL Second All-Star Team - 1986 Spengler-Cup-Gewinn mit dem Team Canada | - 1987 Meister der Nationalliga B und Aufstieg in die Nationalliga A mit dem SC Langnau - 1987 Topscorer der NLB-Playoffs - 1999 Meister der Nationalliga B und Aufstieg in die Nationalliga A mit dem EHC Chur (als Assistenztrainer) - 2000 Meister der 1. Liga und Aufstieg in die Nationalliga B mit dem HC Ajoie (als Cheftrainer) |

## Karrierestatistik

### International
Vertrat Kanada bei:
- Olympischen Winterspielen 1988

(Legende zur Spielerstatistik: Sp oder GP = absolvierte Spiele; T oder G = erzielte Tore; V oder A = erzielte Assists; Pkt oder Pts = erzielte Scorerpunkte; SM oder PIM = erhaltene Strafminuten; +/− = Plus/Minus-Bilanz; PP = erzielte Überzahltore; SH = erzielte Unterzahltore; GW = erzielte Siegtore; 1 Play-downs/Relegation; Kursiv: Statistik nicht vollständig)